# 努坦
努坦（英語：Nutan，1936年6月4日—1991年2月21日）是印度知名女演員。努坦是印地语電影最受尊崇的女演員，在超過40年年的電影生涯中，她出演了大約70多部電影。她曾五次榮獲印度電影觀眾獎的最佳女演員殊榮，是紀錄之最。努坦保持獲獎紀錄長達30多年，直到2011年紀錄才被她的姪女卡約兒追平。

## 外部連結
- 努坦在互联网电影资料库（IMDb）上的資料（英文）